# Hybomys basilii
Hybomys basilii és una espècie de mamífer rosegador de la família dels múrids. És endèmic de l'illa de Bioko (Guinea Equatorial), on viu a altituds d'entre 450 i 2.000 msnm. El seu hàbitat natural són les vores dels boscos. Està amenaçat a conseqüència de la destrucció del seu medi a conseqüència de la tala d'arbres, l'expansió dels camps de conreu i el pasturatge del bestiar. L'espècie fou anomenada en honor del sacerdot Aurelio Basilio.